# Tertenia
Tertenia is een gemeente in de Italiaanse provincie Nuoro (regio Sardinië) en telt 3705 inwoners (31-12-2004). De oppervlakte bedraagt 117,9 km², de bevolkingsdichtheid is 31 inwoners per km².

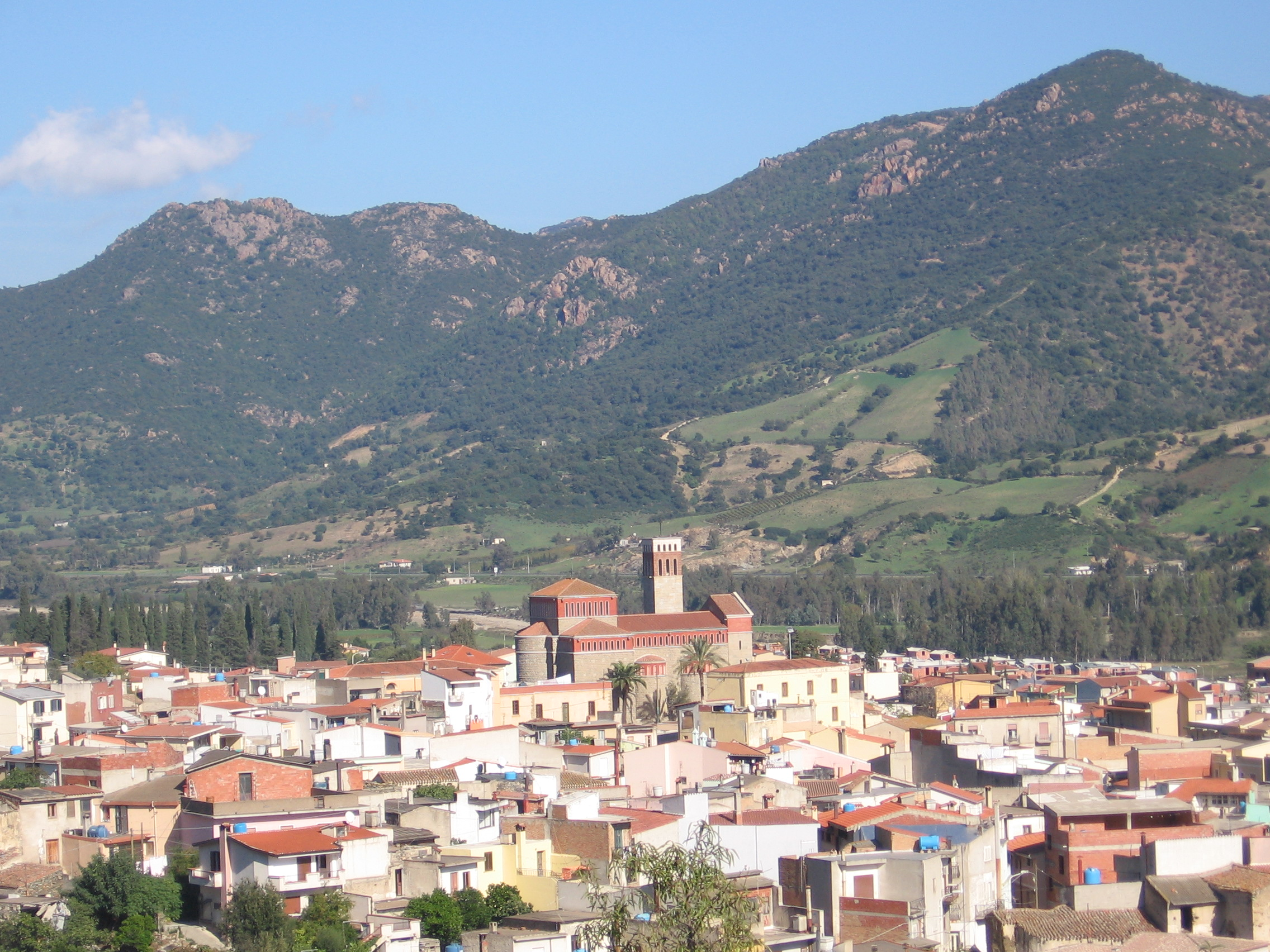
Tertenia
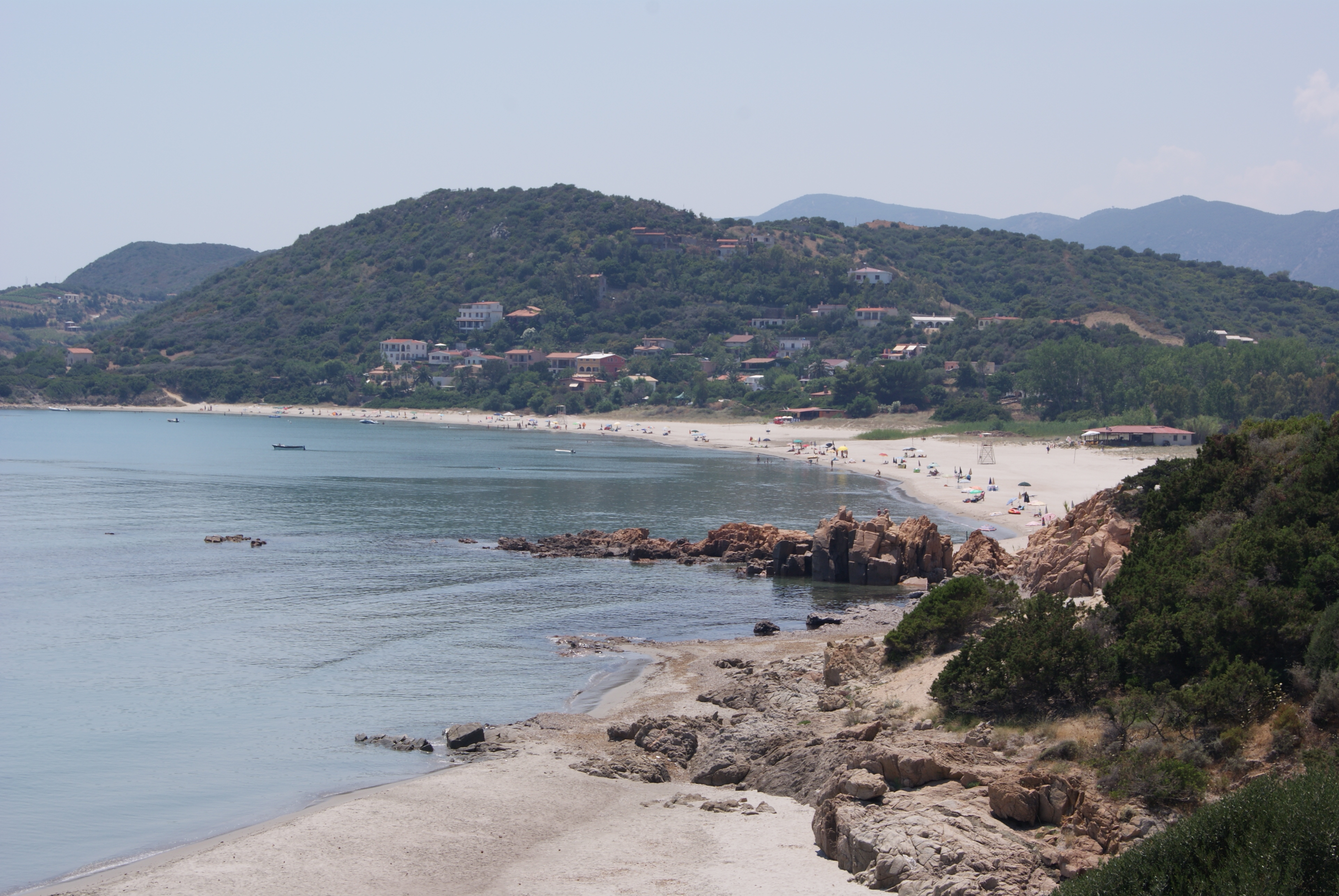
Kust bij Tertenia

## Demografie
Tertenia telt ongeveer 1485 huishoudens. Het aantal inwoners daalde in de periode 1991-2001 met 0,2% volgens cijfers uit de tienjaarlijkse volkstellingen van ISTAT.
| Jaar | Inwoneraantal |
| ---- | ------------- |
| 1991 | 3735          |
| 2001 | 3726          |

## Geografie
De gemeente ligt op ongeveer 129 meter boven zeeniveau.
Tertenia grenst aan de volgende gemeenten: Cardedu, Gairo, Jerzu, Lanusei, Loceri, Osini, Ulassai.
Arzana · Bari Sardo · Baunei · Cardedu · Elini · Gairo · Girasole · Ilbono · Jerzu · Lanusei · Loceri · Lotzorai · Osini · Perdasdefogu · Seui · Talana · Tertenia · Tortolì · Triei · Ulassai · Urzulei · Ussassai · Villagrande Strisaili
1. ↑  https://demo.istat.it/?l=it.